# محمود منصور
محمود منصور (22 نوفمبر 1978) لاعب كرة قدم بحريني يلعب حاليا لصالح نادي الدرجة الأولى الرفاع البحريني في مركز حارس المرمى من 1996.

## الإنجازات

### الرفاع
- الدوري البحريني الممتاز (7): 1997، 1998، 2000، 2003، 2005، 2012، 2014
- كأس ملك البحرين (2): 1998، 2010
- كأس ولي العهد (4): 2002، 2003، 2004، 2005
- كأس الاتحاد البحريني (3): 2001، 2004، 2014

## روابط خارجية
- محمود منصور على موقع قاعدة بيانات كرة القدم.إي يو (الإنجليزية)
- محمود منصور على موقع ناشيونال فوتبول تيمز (الإنجليزية)